# Kim Hunter
Kim Hunter (Detroit, 12 november 1922 – New York, 11 september 2002) was een Amerikaans actrice in films, theater en voor televisie.

## Biografie
Kim Hunter werd in 1922 als Janet Cole geboren in Detroit, Michigan en studeerde aan de Miami Beach High School. Haar eerste filmrol speelde ze in de film noir The Seventh Victim uit 1943 en haar eerste hoofdrol in 1946 in de Britse fantasyfilm A Matter of Life and Death. Hunter speelde de originele rol van Stella Kowalski in de Broadway-productie A Streetcar Named Desire en hernam deze rol in de gelijknamige film uit 1951 waarvoor ze zowel een Oscar als een Golden Globe won voor beste vrouwelijke bijrol. Hunter was ondertussen in 1948 al aangenomen in de nieuw opgerichte Actors Studio. In 1952 speelde ze in Deadline – U.S.A.  aan de zijde van Humphrey Bogart. In de jaren 1950 werd ze door het House Committee on Un-American Activities (HUAC) op de zwarte lijst van Hollywood geplaatst omdat ze ervan werd verdacht aanhanger te zijn van de Communistische Partij van de Verenigde Staten. Toen in 1956 de invloed van het HUAC verminderde kreeg ze terug rollen aangeboden. Ze acteerde zowel in films als in televisieseries en speelde in 1968 de rol van Dr.Zira in Planet of the Apes en de daaropvolgende twee sequels. 
Midden jaren 1970 trad ze op in enkele afleveringen van het CBS Radio Mystery Theater en in 1971 speelde ze mee in een aflevering van zowel Cannon als van Columbo. Voor haar rol in de Amerikaanse soapserie The Edge of Night op de zender ABC werd ze in 1980 genomineerd voor een Daytime Emmy Award voor beste actrice in een dramareeks. In 1997 speelde Hunter haar laatste belangrijke rol in de door Clint Eastwood geregisseerde speelfilm Midnight in the Garden of Good and Evil. Hunter ontving twee sterren in de Hollywood Walk of Fame, een voor haar de films, in 1615 Vine Street en een voor de televisie, in 1715 Vine Street.

### Privaat leven
Hunter was tweemaal gehuwd. De eerste maal huwde ze in 1944 met William Baldwin, een piloot bij het United States Marine Corps waarvan ze in 1946 scheidde nadat haar dochter geboren werd. In 1951 huwde ze met acteur Robert Emmett met wie ze getrouwd bleef tot zijn overlijden in 2000. Ze hadden samen een zoon. Hunter stierf in 2002 op 79-jarige leeftijd in New York aan een hartinfarct.

## Prijzen en nominaties
De belangrijkste:
| Jaar | Prijs        | Categorie                | Film                      | Uitslag  |
| ---- | ------------ | ------------------------ | ------------------------- | -------- |
| 1952 | Oscar        | Beste vrouwelijke bijrol | A Street Car Named Desire | Gewonnen |
| 1952 | Golden Globe | Beste vrouwelijke bijrol | A Street Car Named Desire | Gewonnen |